# 商品先物取引法
商品先物取引法（しょうひんさきものとりひきほう、昭和25年8月5日法律第239号）は、適正な商品先物取引の運営と投資者保護に関する法律で、商法に対する一般法である。
所管は経済産業省と農林水産省の共管となっている。
1950年（昭和25年）8月5日に公布された。
かつては「商品取引所法」という名称であったが、2011年（平成23年）1月1日より、「海外商品市場における先物取引の受託等に関する法律」（通称、海先法）を併合し、「商品先物取引法」という新名称に変更された。
日本で商品先物取引業、商品先物取引仲介業を始める者は、この「商品先物取引法」に従って、必要な書類を全てそろえ、会社の財務状況、会社の事業報告書、経理・帳簿の作成状況、社内の内部規定、組織の管理体制、などについて厳しい審査を国から受けなければならない。

## 内容
商品取引所や会員商品取引所、株式会社商品取引所、商品、商品指数、上場商品、先物取引、商品市場、商品先物取引業者などの定義規定が置かれている（2条）。また、商品市場類似施設の開設の禁止（6条）や仮装取引、なれ合い取引等の禁止（116条）などの禁止規定も置かれている。また商品相場の急激な変動によって、商品先物取引会社の財務が悪化した場合でも、商品先物取引業者の経営の安定と顧客資産の保護を図るため、リスクに見合った純資産額を維持することを義務付けている。それは、「純資産額規制比率」（＝自己資本規制比率）と呼ばれるもので、国はその比率を「120％以上」と定めている。商品先物取引会社は毎月、その「純資産額規制比率」を計算し、国に提出しなければならない。

## 構成
- 第一章　総則（第一条・第二条）
- 第二章　商品取引所 
  - 第一節　総則（第三条―第六条）
  - 第二節　会員商品取引所 
    - 第一款　設立（第七条―第二十九条）
    - 第二款　会員（第三十条―第四十五条）
    - 第三款　機関（第四十六条―第六十三条）
    - 第四款　計算（第六十四条―第六十八条の三）
    - 第五款　解散及び清算（第六十九条―第七十七条）

  - 第三節　株式会社商品取引所（第七十八条―第九十六条）
  - 第四節　商品市場における取引（第九十七条―第百二十条）
  - 第五節　組織変更（第百二十一条―第百三十八条）
  - 第六節　合併 
    - 第一款　総則（第百三十九条）
    - 第二款　会員商品取引所と会員商品取引所との合併（第百四十条・第百四十一条）
    - 第三款　会員商品取引所と株式会社商品取引所との合併（第百四十二条・第百四十三条）
    - 第四款　会員商品取引所の合併の手続（第百四十四条―第百四十四条の四）
    - 第五款　株式会社商品取引所の合併の手続 
      - 第一目　吸収合併存続株式会社商品取引所の手続（第百四十四条の五―第百四十四条の十一）
      - 第二目　新設合併消滅株式会社商品取引所の手続（第百四十四条の十二―第百四十四条の十七）
      - 第三目　新設合併設立株式会社商品取引所の手続（第百四十四条の十八・第百四十四条の十九）

    - 第六款　合併の効力の発生等（第百四十五条―第百五十四条）

  - 第七節　監督（第百五十五条―第百六十条）
  - 第八節　雑則（第百六十一条―第百六十六条）
- 第三章　商品取引清算機関等 
  - 第一節　商品取引清算機関（第百六十七条―第百八十七条）
  - 第二節　雑則（第百八十八条・第百八十九条）
- 第四章　商品取引員 
  - 第一節　許可等（第百九十条―第百九十七条）
  - 第二節　業務（第百九十八条―第二百二十四条）
  - 第三節　合併、分割及び事業の譲渡（第二百二十五条―第二百三十条）
  - 第四節　監督（第二百三十一条―第二百四十条）
- 第五章　商品先物取引協会 
  - 第一節　総則（第二百四十一条―第二百四十四条）
  - 第二節　設立（第二百四十五条―第二百五十条）
  - 第三節　協会員（第二百五十一条―第二百五十三条）
  - 第四節　機関（第二百五十四条―第二百五十八条）
  - 第五節　紛争の解決（第二百五十九条―第二百六十一条）
  - 第六節　解散（第二百六十二条）
  - 第七節　監督（第二百六十三条―第二百六十六条）
  - 第八節　雑則（第二百六十七条・第二百六十八条）
- 第六章　委託者保護基金
  - 第一節　総則（第二百六十九条―第二百七十四条）
  - 第二節　会員（第二百七十五条―第二百七十七条）
  - 第三節　設立（第二百七十八条―第二百八十二条）
  - 第四節　管理（第二百八十三条―第二百九十九条）
  - 第五節　業務（第三百条―第三百十二条）
  - 第六節　負担金（第三百十三条―第三百十五条）
  - 第七節　財務及び会計（第三百十六条―第三百二十一条）
  - 第八節　監督（第三百二十二条―第三百二十四条）
  - 第九節　解散（第三百二十五条―第三百二十七条）
- 第七章　雑則（第三百二十八条―第三百五十五条）
- 第八章　罰則（第三百五十六条―第三百七十五条）
- 附則

## 第1章　総則

### 目的（第1条）
この法律の目的が第1条に規定されている。条文は次の通り。
この法律は、商品取引所の組織、商品市場における取引の管理等について定め、その健全な運営を確保するとともに、商品先物取引業を行う者の業務の適正な運営を確保すること等により、商品の価格の形成及び売買その他の取引並びに商品市場における取引等の受託等を公正にするとともに、商品の生産及び流通を円滑にし、もつて国民経済の健全な発展及び商品市場における取引等の受託等における委託者等の保護に資することを目的とする。

### 用語の定義（第2条）

#### 商品
この法律における「商品」とは、第2条1項で定義される限定的な意味の「商品」であり、社会一般で使われる「商品」とは範囲が異なることに注意を要する。第2条1項で「商品」が以下のように定義されている。これらの商品はコモディティ（commodity）と呼ばれ、商品市場で取引されている。
1. 農産物、林産物、畜産物及び水産物並びにこれらを原料又は材料として製造し、又は加工した物品のうち、飲食物であるもの及び政令で定めるその他のもの
2. 鉱業法（昭和二十五年法律第二百八十九号）第三条第一項に規定する鉱物その他政令で定める鉱物及びこれらを製錬し、又は精製することにより得られる物品
3. 前二号に掲げるもののほか、国民経済上重要な原料又は材料であつて、その価格の変動が著しいために先物取引に類似する取引の対象とされる蓋然性が高いもの（先物取引又は先物取引に類似する取引の対象とされているものを含む。）として政令で定める物品
4. 電力（一定の期間における一定の電力を単位とする取引の対象となる電力に限る。）

#### 商品取引所
商品取引所は、商品又は商品指数の先物取引を行うために開設される施設であり、その開設には主務大臣の許可が必要である。
商品取引所の組織は、第2条4項で「会員商品取引所」及び「株式会社商品取引所」の2種類が規定されている。
- （第2条5項）会員商品取引所：商品又は商品指数の先物取引の市場を開設することを主たる目的として設立された会員組織の社団[3]
- （第2条6項）株式会社商品取引所：商品又は商品指数の先物取引の市場を開設する株式会社[3]

東京商品取引所と堂島取引所は会員商品取引所だったが、共に株式会社商品取引所に改組したため、会員商品取引所は消滅した。

## 関連書籍
- 「新しい商品先物取引法の実務」（渡邉 雅之  (著)、商事法務、2011年4月1日）
- 「新版　商品先物取引法」（河内 隆史 (著), 尾崎 安央 (著)、商事法務; 新版 、2019年12月9日）